# .351 Winchester Self-Loading
El cartucho metálico .351 Winchester Self-Loading (abreviado .351 SL o .351 WSL ) es un cartucho para rifle diseñado en Estados Unidos en 1906.

## Historia
Winchester introdujo el .351 SL en el rifle semiautomático Winchester Modelo 1907 para reemplazar al Winchester Modelo 1905 y el .35 Self Loading . El .351 SL resultó popular entre la policía y las fuerzas de seguridad como la única carga disponible para el modelo 1907, que fue utilizado por Francia en ambas guerras mundiales. 
El cartucho de 8 × 35 mm del Ribeyrolles M1918 se basó en el .351 SL. También se fabricó una metralleta Thompson experimental en 1919 para el calibre .351, sin embargo nunca se produjo comercialmente. 

## En la actualidad
Si bien algunos escritores de armas en la década de 1960 criticaron el .351 SL por ser un proyectil de energía insuficiente para la caza de venados, y de poder comparable al .357 Magnum, la performance del .351 SL es intermedia entre el .30 -30 Winchester y el .35 Remington . Townsend Whelen lo elogió como un "buen cartucho para ciervos y animales similares en zonas de bosques para disparos cercanos". 
La mayoría de las cargas disponibles comercialmente para el .351 SL disparaban un proyectil calibre .351" de 180 granos, a una velocidad de salida de entre 1.850 y 1.925 pies por segundo, con un cañón de 20 pulgadas, produciendo una energía de boca idéntica a la del .30-30 cuando se disparaba desde un cañón de 20 pulgadas (en lugar de que el cañón de prueba largo de un fabricante).  En comparación con otras balas de calibre mediano, el .351 SL tiene prestaciones similares al .35 Remington (bala de calibre .358", de 200 granos a 1.950 a 2.000 pies por segundo, de un cañón de 20 pulgadas) que a la carabina .357 Magnum (bala de 158 granos, que logra una velocidad de salida de aproximadamente 1.800 pies por segundo).

El cartucho .351 SL es de diámetro inusual de .351, siendo mas comunes los cartuchos calibre .357" o .358", que se usan más comúnmente en los cartuchos de rifle calibre .35.  La mayoría de las municiones disponibles hoy en día para el .351 SL son producidas por algunos fabricantes boutique, que a menudo utilizan balas de plomo fundido o balas recubiertas de cobre o, ocasionalmente, balas con camisa de .358 redimensionadas a calibre .351 o .352. Esta munición a menudo se carga a velocidades más bajas en consideración a las armas de fuego más antiguas que no han recibido el mantenimiento adecuado, y se observan grandes diferencias en el cronógrafo en relación con la munición .351 SL antigua.  Pero para el cargador manual que se ha tomado el tiempo de reemplazar el resorte de retroceso y el amortiguador en el Winchester Modelo 1907, el .351 SL se puede cargar a sus velocidades originales. A partir de 2017, las balas Hawk todavía fabrican balas expansivas con camisa del calibre .351 con camisas del grosor adecuado. 

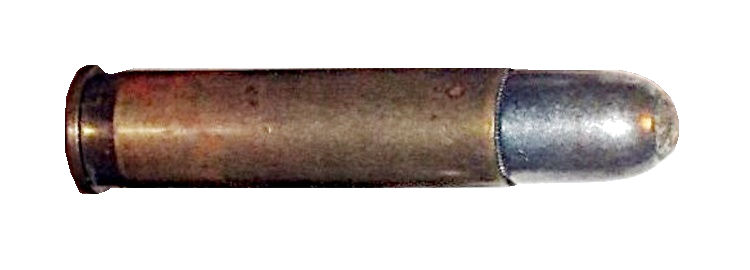
un cartucho.351 WSL.
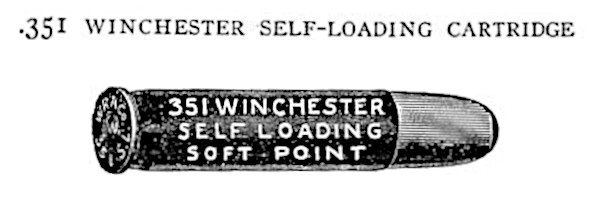
.351 WSLanunciado.
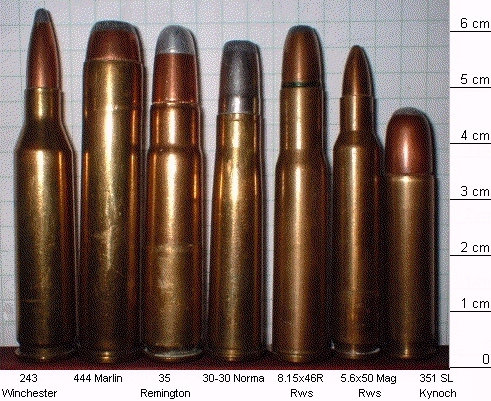
.30-30 Win, .35 Rem, .351 WSL, entre otros, tamaños.